# Shingo Katori
Shingo Katori (香取 慎吾, Katori Shingo, Yokohama, Kanagawa, 31 de janeiro de 1977) foi o membro mais novo do SMAP, um grupo de ídolos que foi bastante popular da agência Johnny & Associates, e nasceu em Yokohama, Kanagawa, Japão. Atuou em diversos dramas como Three Peace, e tem aparecido como seiyū ou dublador japonês, assim como na série de anime Akazukin Chacha, no qual interpretou o menino lobisomem Riiya.
Katori foi um dos personagens principais em Shinsengumi!, um taiga drama histórico que foi ao ar pela NHK em 2004. Interpretou Kondō Isami, o líder de Shinsengumi.
Ficou conhecido por sua personagem crossdressing "Shingo Mama" (慎吾ママ) no show de variedades Sata Suma; chegou a lançar um CD single que foi sucesso de vendas, "Shingo Mama no Oha Rock" (慎吾ママのおはロック). Sua frase mais famosa foi "Ohhā!" (manhã!). Entre 2000-2001, Shingo Mama promoveu o uso de ohha! como parte de uma campanha do Ministério da Educação, com o objetivo de incentivar a comunicação familiar.
Começou a apresentar seu próprio show de orientação inglesa "SmaSTATION!!" que destaca principalmente jornalistas discutindo notícias mundiais, bem como tradução e perguntas de vocabulário, onde Shingo enfrenta outras celebridades em uma batalha de compreensão inglesa. Também lançou uma série de livros com o título English PeraPera (fluente). Foi bastante crítico em relação a George W. Bush.
Apresenta com regularidade o show semi-anual Kasou Taishou, na companhia de Kinichi Hagimoto.
Recentemente, ficou popular na internet ao interpretar o principal antagonista em uma paródia de Super Sentai.
Em 2005, a Japan Airlines introduziu um Boeing 777 com a foto de Katori neste.
Em 2005/2006, estrelou em um remake japonês de Saiyūki como Son Goku. No popular filme de comédia lançado em 2006, The Uchōten Hotel, aparece interpretando um mensageiro de hotel. Em 2009, liderou uma adaptação ao vivo do mangá policial Kochira Katsushika-ku Kameari Kōen-mae Hashutsujo.
Shingo Katori também pode ser visto conversando com Quentin Tarantino no começo de Sukiyaki Western Django.
Estará fazendo o papel de um guerreiro cego, Zatoichi, no filme que será lançado em 2010, "Zatoichi: The Last".
Em 2017, após o fim do grupo SMAP, ele se transferiu da agência Johnny & Associates para a CULEN, juntamente com os ex-companheiros do grupo Goro Inagaki e Tsuyoshi Kusanagi.